# Pitcairnia trianae
Pitcairnia trianae är en gräsväxtart som beskrevs av Éduard-François André. Pitcairnia trianae ingår i släktet Pitcairnia och familjen Bromeliaceae.

## Underarter
Arten delas in i följande underarter:
- P. t. retusa
- P. t. trianae